# Diagnostyka procesów przemysłowych
Diagnostyka procesów przemysłowych zajmuje się rozpoznawaniem zmian stanów tych procesów, gdzie procesy przemysłowe rozumiane są jako ciąg celowych działań realizowanych w ustalonym czasie przez określony zbiór maszyn i urządzeń przy określonych dostępnych zasobach. Jako przyczyny zmian stanów rozpatrywane są uszkodzenia i inne zdarzenia destrukcyjne. Zadaniem diagnostyki procesów przemysłowych jest wczesne wykrywanie i dokładne rozpoznanie (rozróżnianie) powstających. Zdarzenia destrukcyjne takie jak zużycie traktowane są jako pewien rodzaj uszkodzenia, które powinno być wykryte i rozpoznane po przekroczeniu pewnej wartości.